# Hugh Falconer
Hugh Falconer (Forres, Moray 29 de fevereiro de 1808 — Londres, 31 de janeiro de 1865) foi um paleontólogo, geólogo e botânico escocês.
Estudou a flora, a fauna e a geologia da Índia.
A flor "Rhododendron falconeri" foi nomeada em sua homenagem, por Joseph Dalton Hooker (1817-1911).
Recebeu a medalha Wollaston, concedida pela Sociedade Geológica de Londres, em 1837.